# Свело
Свело (итал. Suello) је насеље у Италији у округу Леко, региону Ломбардија.
Према процени из 2011. у насељу је живело 1671 становника. Насеље се налази на надморској висини од 263 м.

## Становништво
Према резултатима пописа становништва 2011. у општини је живело 1.686 становника.
| 1931. | 1936. | 1951. | 1961. | 1971. | 1981. | 1991. | 2001. | 2011. |
| ----- | ----- | ----- | ----- | ----- | ----- | ----- | ----- | ----- |
| 846   | 819   | 940   | 1.045 | 1.261 | 1.327 | 1.476 | 1.554 | 1.686 |